# Nicolás Gómez Dávila

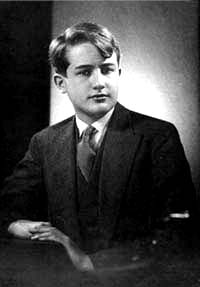
Nicolás Gómez Dávila (1930)

Nicolás Gómez Dávila (* 18. Mai 1913 in Bogotá; † 17. Mai 1994 ebenda) war ein kolumbianischer Philosoph. Er äußerte seine antimoderne Grundhaltung überwiegend in Aphorismen und Fragmenten und wurde seit den 1990er Jahren vor allem in Deutschland rezipiert.

## Biographie
Nicolás Gómez Dávila wurde 1913 als Sohn einer wohlhabenden Textilhändlerfamilie spanischer Herkunft in Kolumbien geboren. Als er das schulfähige Alter erreicht hatte, verlegten seine Eltern ihren Wohnsitz nach Paris, um ihm eine humanistische Ausbildung zukommen zu lassen und ihn in die europäische Kultur einzuführen. Er besuchte zunächst eine Schule des Benediktinerordens, bis sein Unterricht – bedingt durch zweijährige Bettlägerigkeit, hervorgerufen durch eine schwere Lungenerkrankung – durch Hauslehrer fortgesetzt werden musste. Dávila erlernte Französisch, Englisch, Latein und Altgriechisch. Weiterhin eignete sich der Autodidakt Dávila, der nie eine Universität besuchte, im Laufe seines Lebens die Sprachen Italienisch, Portugiesisch, Deutsch und – kurz vor seinem Tod – Dänisch an, letztere Sprache, um Søren Kierkegaard im Original lesen zu können. Im Alter von 23 Jahren kehrte Dávila nach Kolumbien zurück und heiratete Emilia Nieto Ramos, mit der er zwei Söhne und eine Tochter hatte und bis zu seinem Tod verheiratet blieb. Die Schuljahre in Paris waren neben einer mehrmonatigen Reise, die ihn 1949 mit seiner Frau durch Europa führte (dem er anschließend eine Zukunft als „Mischung aus Bordell, Verlies und Zirkus“ prophezeite), sein einziger Auslandsaufenthalt.
Dávila lebte äußerst abgeschieden als Privatgelehrter in einer Villa am Stadtrand von Bogotá. Seine Bibliothek, die an seinem Lebensende etwa 30.000 Bände in fast allen abendländischen Sprachen zählte, betrachtete er als seine wahre Heimat. Angebotene politische Ämter wie das des Präsidentenberaters (1958) oder des kolumbianischen Botschafters in London (1974) lehnte er ab. Besuche im Jockey-Club von Bogotá gehörten zu seinen seltenen Auftritten im öffentlichen Leben. Dort stürzte er von seinem scheuenden Pferd, nachdem er versucht hatte, sich im Sattel eine Zigarre anzuzünden. Die aus dem Sturz resultierenden komplizierten Knochenbrüche führten im Alter zu einer Gehbehinderung, die seine Klaustrophilie noch verstärkte. Fortan beschränkten sich seine gesellschaftlichen Kontakte fast ausschließlich auf Einladungen zu sonntäglichen Essen innerhalb seines Freundeskreises aus kolumbianischen Intellektuellen. Dieser Kreis, er selbst und seine Familie waren es, für die Dávila schrieb; an der Verbreitung seines Werkes war er nie besonders interessiert. 1992 reiste der Wiener Verleger Peter Weiß nach Bogotá, um Dávila kennenzulernen und mit ihm über die Rechte an seinem Werk zu verhandeln. Dávila zeigte sich zunächst skeptisch, sagte dann aber unter der Bedingung zu, dass sein Werk vollständig veröffentlicht werde.
Der Stil seines Werkes ist essayistisch-aphoristisch geprägt und damit zwischen Literatur und Philosophie einzuordnen. In seinen Büchern (Notas, Textos, Escolios a un texto implícíto etc.) haben Begriffe wie „Konservativer“ und „Reaktionär“ eine positive Bedeutung. Nicolás Gómez Dávila verstand sich als Kritiker des Marxismus, der Demokratie, des radikalen Liberalismus, des ideologischen Faschismus und eines blinden Fortschrittsglaubens. Sein Denken wurde in den letzten Jahren vor allem in Deutschland rezipiert und beeinflusste u. a. Botho Strauß, Martin Mosebach, den aus Rumänien stammenden Schriftsteller Richard Wagner und Gerd-Klaus Kaltenbrunner.
Gómez Dávila starb im Mai 1994, am Vortag seines 81. Geburtstags, in Bogotá.

## Philosophie

### Unnütz, jemandem einen Gedanken erklären zu wollen, dem eine Anspielung nicht genügt
Gómez Dávilas Hauptausdrucksmittel sind Aphorismen oder Scholien eines „inbegriffenen Textes“ (den man sich dazudenken muss). „Die Taktiken der herkömmlichen Polemik“, rechtfertigt er dieses Verfahren, „scheitern am unerschrockenen Dogmatismus des zeitgenössischen Menschen. Zu seiner Zerstörung bedürfen wir der Kriegslisten eines Guerillakämpfers. Wir dürfen ihm nicht mit systematischen Argumenten gegenübertreten noch ihm methodisch mit alternativen Lösungen aufwarten. Wir müssen mit jeder x-beliebigen Waffe aus jedem x-beliebigen Gestrüpp auf jede x-beliebige moderne Idee schießen, die allein auf dem Weg vorrückt.“:80 Auch findet er, die „fortlaufende Rede“ tendiere dazu, „die Brüche des Seins zu verbergen.“ Nur das „Fragment“ sei daher „Ausdruck redlichen Denkens“,:254 „der Ausdruck desjenigen, der lernte, dass der Mensch zwischen Fragmenten lebt.“:83 „Was in der Philosophie nicht Fragment“ sei, brandmarkt Davilá als „Betrug“.:93 Über ein kohärentes Weltbild verfüge allenfalls Gott.

### Reaktionär
Gómez Dávila bezeichnet sein Denken als „reaktionär“, revoltierend gegen die Moderne und im Bestreben, unbedacht Vergessenes wieder in Erinnerung zu bringen. Dazu gehört für ihn vor allem, dass die Welt sich nicht auf einen vernünftigen Begriff bringen lässt: „Reaktionär sein heißt, nicht an bestimmte Lösungen glauben, sondern ein scharfes Gespür für die Komplexität der Probleme haben.“:109 Der Reaktionär weigere sich, „die Inkohärenz der Dinge zu vergewaltigen“; er widerspreche sich, weil er „der Realität allein Treue geschworen“ habe.:153 Der aufklärerische Rationalismus sei keinesfalls „Ausübung der Vernunft“, sondern vielmehr „Ergebnis bestimmter philosophischer Unterstellungen, die den Anspruch erhoben“ hätten, „mit der Vernunft in eins gesetzt zu werden.“:106 „Der Reaktionär“ behaupte gegenüber der Aufklärung nicht, dass es keine universalen Prinzipien gebe, sondern bestreite, dass die von der Aufklärung verkündeten Prinzipien Teil der universalen Prinzipien seien.:66 „Der Reaktionär strebt nicht danach, rückwärts zu gehen, sondern die Wegrichtung zu ändern.“:172
Der Reaktionär zieht jedem wissenschaftlichen oder systematischen Weltbild die Erkenntnis des zwar unzusammenhängenden, aber dafür unmittelbar Gegebenen vor, wozu für den Reaktionär unbedingt auch die Werte zählen. Deren Lehre sei sogar „die einzige rein empirische Wissenschaft“, da der „Wert … die einzige vollkommen autonome Präsenz“ sei.:183 Denn das menschliche Leben zerfalle im Wesentlichen in Entscheidungen für oder gegen bestimmte Werte. Ihre Objektivität bewähre sich im Kunstwerk, einer „Art Apparat, der uns dazu anstiftet, Werturteile abzugeben.“ Das Wertvolle sei hier nie abstrakt, sondern in seiner unmittelbar gegebenen Einzigartigkeit erfasst: „Die literarische Intelligenz ist die Intelligenz des Konkreten.“:152 In solchem Kunstschaffen erkennt der Reaktionär eine Verschwörung gegen die Entzauberung der Welt.
Des Weiteren zeigt sich für ihn das Wirklich-Unmittelbare nicht im Hervorragenden, sondern im Alltäglichen: „Die Norm, die in der Humanwissenschaft nicht betrügt: die Gemeinplätze der abendländischen Tradition.“:29 Nur das Durchdenken von Selbstverständlichkeiten führt nach Dávila zur echten Weisheit.

### Glaube, Liebe, Hoffnung
„Der Moderne ist der Mensch, der vergisst, was der Mensch vom Menschen weiß“, stellt Davilá in Auf verlorenem Posten fest.:49 Was aber „die Kenntnis des Menschen“ angehe, so gebe es „keinen Christen (vorausgesetzt er ist kein fortschrittlicher …), dem irgend jemand irgend etwas vormachen könnte“. Dávilas Reaktionär ist Christ und glaubt nicht, dass es über den Menschen noch irgendetwas Neues zu erfahren gibt. Der Mensch entwickele sich nicht. Was man in den frühesten Aufzeichnungen über ihn nachlesen könne, gelte unverändert heute. „Die Geschichte“ aber „wäre wesentlich friedlicher, wenn es darin nur Ökonomie und Sex gäbe. Der Mensch ist eine weit entsetzlichere Bestie.“:99 Die menschliche Natur sei sündhaft und könne nur durch ein Leben nach den Geboten Gottes – zu glauben, zu lieben und zu hoffen – erlöst werden. „Die menschliche Natur ist nicht Ergebnis der Gesellschaft, sondern ihre Ursache.“:104
Die modernen Sinngebungsversuche durch Entfalten oder Ausleben der Persönlichkeit leiden nach Dávila an Naivität im Hinblick auf das Erbärmliche im Menschen. „Niemals können wir auf den zählen, der sich nicht selbst mit dem Blick des Entomologen betrachtet.“:90 – „Die Liebe darf ihren erotischen Frühling haben, doch der Herbst hat keusch zu sein. – Wenige Vorstellungen sind peinlicher als die einer Begattung einer Vierzigjährigen durch einen Fünfzigjährigen.“:98 – „Ab einem gewissen Alter sollten wir einander nur noch im Halbdunkel betrachten.“:219 – „Trotz allem, was heutzutage erzählt wird, löst der einfache Beischlaf nicht alle Probleme.“:249 – „Das Problem ist weder die sexuelle Repression noch die sexuelle Befriedigung, sondern der Sexus.“:148 Triebbefriedigung könne nicht die Sinnfrage beantworten. Über die Sexualität würden heute „salbungsvolle Predigten“ gehalten, doch niemand sorge sich „um die Erziehung der Gefühle“. Die Moderne verfüge, was dies betreffe, über gar keine Vorstellungen mehr, wie ein Mensch innerlich geordnet sein könne. An die Stelle seelischer Harmonie sei als letzter Lebenssinn „eigenes Erleben“ getreten. „Wer sich“ aber „damit brüstet, er habe ‚viel erlebt‘, sollte besser schweigen, um uns nicht erkennen zu lassen, dass er nichts begriffen hat.“:148 Und lasse sich „die Erfahrung eines Menschen, der ‚viel gelebt‘ hat“, nicht „gewöhnlich auf einige triviale Anekdoten reduzieren, mit denen er seinen unheilbaren Schwachsinn ausschmückt“?:130
Der Reaktionär erinnere uns an Zeiten, in denen ein Leben in dem Maße an Sinn gewann, in dem sich die anständigen Teile eines Menschen gegen die verderbten entwickelten. „Die Idee der ‚freien Entfaltung der Persönlichkeit‘ scheint“ im Vergleich dazu „ausgezeichnet, solange man nicht auf Individuen stößt, deren Persönlichkeit sich frei entfaltet hat.“:42

### Ich vertraue nur einer Philosophie, die die elementaren religiösen Einsichten bestätigt
In Dávilas Werk Auf verlorenem Posten heißt es: „Der Mensch ist nur wichtig, wenn Gott zu ihm spricht und während Gott zu ihm spricht.“:130 Seine in Einsamkeiten geäußerte Aussage: „Es gibt keine Dummheit, an die der moderne Mensch nicht imstande wäre zu glauben, sofern er damit nur dem Glauben an Christus ausweicht“:65, fußt auf Dávilas Glauben daran, dass Atheismus den Menschen keineswegs frei mache, sondern ihn den absurdesten innerweltlichen Heilsversprechen unterwerfe. In Aufzeichnungen der Besiegten bekräftigt Dávila seine Aussage dahingehend: „Außer Gott gibt es nichts, worüber klugerweise ernsthaft gesprochen werden muss.“:52 Im selben Werk heißt es auch: „Das Denken kann die Idee von Gott umgehen, wenn es sich darauf beschränkt, subalterne Probleme zu meditieren.“:40 Jens Jessen setzte sich mit den nach seiner Meinung „messerscharfe[n] Aphorismen“ in Die Zeit auseinander. Dort heißt es: „Es ist aber nicht Gott, den er zu Grabe trägt, sondern der moderne Glaube, ohne Gott auskommen zu können.“
„Die Kulturen verdorren, wenn ihre religiösen Bestandteile sich in nichts auflösen“ ist ein Zitat aus Dávilas Werk Auf verlorenem Posten.:49 In Aufzeichnungen des Besiegten heißt es anknüpfend daran: „Wo das Christentum verschwindet, erfinden Habsucht, Neid und Geilheit tausend Ideologien, um sich zu rechtfertigen“ und auf Seite 91: „Der moderne Klerus glaubt, den Menschen näher an Christus heranzuführen, wenn er dessen Menschtum betont. – Er vergisst, dass wir Christus nicht vertrauen, weil er Mensch ist, sondern weil er Gott ist.“:101
Dávilas Empörung darüber, dass das Scheitern der totalitären Großversuche des 20. Jahrhunderts einfach hingenommen wird, wozu er auch die Bereitschaft zählt, um des Fortschritts willen den Menschen zu versklaven, ist für ihn ein Indiz, dass es zwischen Kapitalismus und Kommunismus keine Unterschiede gibt.
In seinem Werk Einsamkeiten verkündet er: „Der größte moderne Irrtum besteht nicht in der These vom toten Gott, sondern im Glauben, dass der Teufel tot ist“ und auf Seite 105: „Wenn der Mensch sich nicht von den Göttern in Zucht nehmen lässt, nehmen ihn die Dämonen in Zucht.“:25
In Auf verlorenem Posten heißt es: „Der Teufel kann ohne die leichtfertige Kollaboration der Tugenden nichts ausrichten“:147 und: „Das Böse kann nicht siegen, wo das Gute nicht schal geworden ist.“:239

### Entwicklung
Der Reaktionär glaubt nicht an Fortschritt. Eines Ereignisses oder Verhältnisses in der Welt wird man nach ihm nicht inne durch die Würdigung seines Voraus- oder Zurückgebliebenseins im Hinblick auf irgendeine vorgestellte oder angesagte Entwicklung, sondern nur durch Gewahrung seiner Unvergleichlichkeit. Was „von Gott entfernt, ist nicht die Sinnlichkeit, sondern die Abstraktion.“:35
„Wenn man sagt, jemand ‚gehöre seiner Zeit‘ an, sagt man lediglich, dass er mit der Mehrheit der Trottel in einem bestimmten Moment übereinstimmt“.:17 Was nicht mehr einmalig in Gott aufgehoben erscheint, vergeht in Moden oder Verläufen, die ins Künftige schieben, was sie nie einzulösen vermögen, und darüber die einzige Wirklichkeit vertilgen.

### Demokratie
„Die Diskussion des Reaktionärs mit dem Demokraten ist steril, weil sie nichts miteinander gemein haben; hingegen mag die Diskussion mit dem Liberalen fruchtbar sein, weil sie verschiedene Postulate teilen.“:67 Für den Reaktionär besteht der Staat, um Vereinbarungen durchzusetzen, die Menschen untereinander geschlossen haben; er sei „Gericht und Richter“. Er darf also nicht etwa spontan handeln, von sich aus Gebote erlassen. Dies könne allein Gott. Die Demokratie „vergöttert“ für Dávila den Menschen, indem sie ihm als Träger der Staatsgewalt das Recht zuspreche, sein eigenes Schicksal zu bestimmen. „‚Von Gottes Gnaden‘ zu sein, schränkte die Macht des Monarchen ein; der ‚Volksvertreter‘ ist der Repräsentant des absoluten Absolutismus.“:139 Für den Reaktionär hängt die Legitimität der Macht indessen nicht von ihrem Ursprung ab, sondern von ihren Zwecken: „Nichts ist der Macht verboten, falls ihr Ursprung sie legitimiert, wie der Demokrat es lehrt.“:38 Über Rebellentum: „Es nennt sich Kommunist, wer kämpft, damit der Staat ihm eine bürgerliche Existenz sichert.“

### Vulgarität der Moderne
In Es genügt, dass die Schönheit unseren Überdruss streift heißt es: „Was anzieht, selbst sexuell, ist weniger ein nackter Körper als eine Fleisch gewordene Seele.“:18
In Einsamkeiten führt Dávila aus: „Die Zivilisation geht ihrem Ende zu, wenn die Landwirtschaft aufhört, eine Lebensform zu sein, und zur Industrie wird“:115 und: „Der moderne Mensch nimmt bereitwillig jedes Joch auf sich, solange nur die Hand, die es aufzwingt, unpersönlich ist.“:137 In diesem Werk ist außerdem auf Seite 14 nachzulesen: „Nach der Tugend hat dieses Jahrhundert das Laster in Verruf gebracht. Die Perversionen sind zu Vorstadtparks geworden, in denen die Menge sich vertraut bewegt.“
Der Philosoph war davon überzeugt, dass der Fortschritt irgendwann zum Stillstand kommen und sich die Zivilisation selbst herunterwirtschaften werde. Dávila forderte eine Rückbesinnung auf vergangene Zeiten mit Tugenden, die weitgehend in Vergessenheit geraten sind: „Die Welt ist heute überschwemmt von unnützen, hässlichen, dummen technischen Dingen; jede Schönheit wird irgendeinem vermeintlichen Komfort geopfert“, heißt es in Es genügt, dass die Schönheit unseren Überdruss streift.:158
Der Aphorismus „Die Dummheit bemächtigt sich mit teuflischer Leichtigkeit der Erfindung der Wissenschaft“, ist den Aufzeichnungen des Besiegten entnommen.:35
Dagegen aber bemerkt der Philosoph in seinem Werk Auf verlorenem Posten: „Die Ökologie ist die Schäferspielfassung des strengen reaktionären Textes.“:248

## Zitate
Aus den Scholien zu einem inbegriffenen Text:

### Über Gott
- Für Gott gibt es nur Individuen.
- Wäre Gott die Schlussfolgerung der Vernunft, fühlte ich nicht die Notwendigkeit, ihn anzubeten. Aber Gott ist nicht nur die Substanz dessen, was ich erhoffe, sondern dessen, was ich lebe.

### Über den Menschen
- Die Vollkommenheit dessen, den wir lieben, ist keine Fiktion der Liebe. Lieben ist, im Gegenteil, das Privileg, eine Vollkommenheit zu bemerken, die anderen Augen unsichtbar bleibt.
- Das Mitleid dessen, der aufhört zu lieben, rächt sich schnell an der Tugend, der es verpflichtet ist.
- Selbst wenn die Aufrichtigkeit nicht ausreicht, gibt es keine andere noble Art, an sich zu arbeiten.
- Die Argumente, mit denen wir unser Verhalten rechtfertigen, sind normalerweise dümmer als unser Verhalten selbst. Es ist erträglicher zu sehen, wie die Menschen leben, als zu hören, was sie meinen.
- Niemand ist schuldlos an dem, was er tut, noch an dem, was er glaubt.
- Wer nicht zweifelt, schreit nicht.
- Das Altern ist eine Katastrophe des Körpers, die unsere Feigheit zu einer Katastrophe der Seele werden lässt.
- Der Mensch ist eine zerbrechlichste Zuflucht des Menschen.

### Über das Leben
- Recht zu haben ist ein Grund mehr, keinen Erfolg zu haben.
- Wir brauchen Widerspruch, um unsere Ideen zu verfeinern.
- Eine glückliche Existenz ist so beispielhaft wie eine tugendhafte.
- Nichts ist gefährlicher, als für vorübergehende Probleme dauerhafte Lösung zu finden.
- Wie kann der leben, der nicht auf Wunder hofft?

### Über das Leben und die Bücher
- Je nach Leser und Buch handelt es sich um Lektüre oder Abenteuer.
- Ernsthafte Bücher belehren nicht, sondern fragen an.
- Jede neue Wahrheit, die wir erlernen, lehrt uns eine andere Weise des Lesens.
- Zur Literatur gehört jedes Buch, das man zweimal lesen kann.
- Der Übergang von einem Buch zum andern vollzieht sich über das Leben.

## Rezeption
Der italienische Professor Franco Volpi schätzte das Werk Gómez Davilas und verbreitete die Texte des kolumbianischen Philosophen in Europa und Lateinamerika. Im deutschsprachigen Raum wurde Dávila durch Botho Strauß und Martin Mosebach sowie durch Veröffentlichungen seiner Schriften im Karolinger Verlag und bei Matthes & Seitz sowie durch die Auswahlausgaben bei Eichborn und Reclam bekannt.

### Stimmen über Gómez Dávila
Der deutsche Schriftsteller Martin Mosebach äußerte über Dávila: „Sein Denken offenbart sich als ein hochkomprimiertes Notgepäck für den unbefristeten Aufenthalt in eisigen Regionen.“ Von dem Dramatiker Heiner Müller stammt die Aussage: „Der Klassenfeind greift zu den teuflischsten Mitteln. Doch: Gruß über den Graben!“ Von dem kolumbianischen Schriftsteller Gabriel García Márquez ist der Ausspruch überliefert: „Wäre ich nicht Kommunist, ich dächte ganz wie Gómez Dávila.“ Der deutsche Schriftsteller und Dramatiker Botho Strauß äußerte: „… ich möchte doch, dass diese eine und einzige Stimme, einzige überzeugende der scharfsinnigen Gläubigkeit und Gegenmoderne in unseren Tagen gehört wird. Man mag es zusehends spüren, welche Anziehungskraft von einem Denken ausgeht, das in seinem dichtesten Kern aus Unbefragbarkeit und aus Frommheit besteht …“
Der kolumbianische Schriftsteller Álvaro Mutis stellte seinem Buch Ein schönes Sterben u. a. das folgende Zitat aus den Glossen von Gómez Dávila voran: „Jeder Mensch lebt sein Leben wie ein gehetztes Tier.“

### Kolloquium 2007
Das spanische Instituto Cervantes lud 2007 in Berlin gemeinsam mit der kolumbianischen Botschaft zu einem Kolloquium, in dem der kolumbianische Aphoristiker als „Kritiker der modernen Rationalität“ besprochen und gefeiert wurde.

## Werke
Die Jahreszahlen beziehen sich auf den Zeitpunkt der deutschsprachigen Erstveröffentlichung.
- Einsamkeiten. Glossen und Text in einem. Karolinger, Wien 1987, ISBN 3-85418-034-9.
- Auf verlorenem Posten. Neue Scholien zu einem inbegriffenen Text. Karolinger, Wien 1992, ISBN 3-85418-053-5.
- Aufzeichnungen des Besiegten. Fortgesetzte Scholien zu einem inbegriffenen Text. Karolinger, Wien 1994, ISBN 3-85418-065-9.
- Texte und andere Aufsätze. Karolinger, Wien 2003, ISBN 3-85418-107-8.
- Notas. Unzeitgemäße Gedanken. Matthes & Seitz, Berlin 2005, ISBN 3-88221-855-X.
- Das Leben ist die Guillotine der Wahrheiten. Ausgewählte Sprengsätze. Eichborn, Frankfurt 2006, Reihe Die Andere Bibliothek, ISBN 3-8218-4572-4.
- Scholien zu einem inbegriffenen Text. Karolinger, Wien 2006, ISBN 3-85418-117-5.
- Es genügt, dass die Schönheit unseren Überdruss streift … Aphorismen. Ausw. u. Hrsg.: Michael Klonovsky. Reclam, Stuttgart 2007, ISBN 978-3-15-020141-1.
- Scholien. Ein Nachtrag. Karolinger, Wien 2014, ISBN 978-3-85418-160-6.
- Sämtliche Scholien zu einem inbegriffenen Text. Wien 2020, ISBN 978-3-85418-197-2.

## Sekundärliteratur
- Till Kinzel: Nicolás Gómez Dávila. Parteigänger verlorener Sachen. Edition Antaios, Albersroda 2003, 3. Auflage. 2006, ISBN 3-935063-07-5. 4. erw. Auflage Lepanto Verlag, Rückersdorf 2015, ISBN 978-3-942605-10-6.
- Till Kinzel: Ein kolumbianischer Guerillero der Literatur: Nicolás Gómez Dávilas Ästhetik des Widerstands (PDF; 206 kB). In: Germanisch-Romanische Monatsschrift. 1/2004, S. 87–107.
- Till Kinzel: Randbemerkungen zu Nicolás Gómez Dávila als Lehrer des Lesens. In: Michaela Weiß, Frauke Bayer (Hrsg.): Einfache Formen und kleine Literatur(en). Für Hinrich Hudde zum 65. Geburtstag. Winter, Heidelberg 2010, S. 77–88.
- Steffen Köhler: Katholische Protestanten. Gómez Dávila und Donoso Cortés. Röll, Dettelbach 2008, ISBN 978-3-89754-296-9.
- Martin Mosebach: Nicolás Gómez Dávila – Einsiedler am Rand der bewohnten Erde. In: Sinn und Form. 1/2005.
- Richard Reschika: Epiphanien der Schönheit. Nicolás Gómez Dávilas axiologische Kunstästhetik, Mit sechzehn Farbtafeln, Arnshaugk Verlag, Neustadt an der Orla 2022, ISBN 978-3-95930-257-9.
- Richard Reschika: Konkrete Unendlichkeit. Konturen einer konservativen Kunstästhetik im Werk Nicolás Gómez Dávilas, in: TUMULT. Vierteljahresschrift für Konsensstörung, Nr. 4, Dresden Winter 2022/23, S. 83–87. ISBN 978-3-946730-25-5.
- José Miguel Serrano Ruiz-Calderón: Democracia y nihilismo. Vida y obra de Nicolás Gómez Dávila. Pamplona: EUNSA, 2015.
- Dossier mit Beiträgen von Peter Schultze-Kraft, Till Kinzel, Botho Strauß, Peter Brokmeier und Franco Volpi in: Akzente. 2 (April 2008).
- René Steininger: Nicolás Gómez Dávila in: Information Philosophie, Lörrach 2006. (?)
- Enver J. Torregroza Lara, Antropología y fenomenología en Nicolás Gómez Dávila, dans Pensamiento. Revista de Investigación e Información Filosófica, Vol. 76, No. 291, S. 1153–1171.